# 保健師助産師看護師法
保健師助産師看護師法（ほけんしじょさんしかんごしほう、昭和23年7月30日法律第203号）は、保健師・助産師および看護師の資質を向上し、もって医療および公衆衛生の普及向上を図ることに関する日本の法律である（同法1条）。通称は保助看法（ほじょかんぽう）。

## 構成
- 第1章 総則（第1条 - 第6条）
- 第2章 免許（第7条 - 第16条）
- 第3章 試験（第17条 - 第28条の2）
- 第4章 業務（第29条 - 第42条の3）
- 第4章の2 雑則（第42条の4 - 第42条の6）
- 第5章 罰則（第43条 - 第45条の3）
- 附則

## 免許・資格
- 看護師（旧称:看護婦・看護士）
- 准看護師（旧称:准看護婦・准看護士）
- 保健師（旧称:保健婦・保健士）
- 助産師（旧称:助産婦）

なお、助産師については第3条に「この法律において『助産師』とは、厚生労働大臣の免許を受けて、助産又は妊婦、じよく婦若しくは新生児の保健指導を行うことを業とする女子をいう。」とあり、資格を取得できるのが女性に制限されている（男性は助産師資格を取得できない）。これは性別によって国家資格の取得が制限される資格となっている。詳細は助産師の項を参照。

## 改正点
制定当初の原題は保健婦助産婦看護婦法で、平成13（2001）年12月6日に標題のとおり改題され、2002年（平成14年）3月1日から、男女ともに正式に「看護師」という名称に統一された。詳細は#雇用機会均等化を参照。
この法律は看護師等の身分を定めた法律であることから、時代の要請を受けて改正が行われている。その概要を以下に示す。

### 2001年
- 心身の障害があっても免許が取得ができるように欠格事項の変更
（絶対的欠格事項から相対的欠格事項への変更）

### 2002年
- 保健婦、助産婦、看護婦を保健師、助産師、看護師へ名称変更

### 2006年
- 保健師・助産師を取得する前提として看護師国家試験の合格を条件とした
- 各資格について、類似名称の使用制限を定めた（第42条の3を追加）

（看護師、助産師、准看護師の名称独占の規定）
- 行政処分を受けた看護師などの再教育

### 2009年
- 看護師国家試験の受験資格に大学を明文化
- 保健師・助産師の教育を従来の6ヶ月から1年に変更
- 看護師の卒後臨床研修を努力義務とした

### 2014年
- 看護師の特定行為（医師の指示の下、手順書により行う、診療の補助）に関する研修を規定し、2015年10月から開始した[4]